# انی روکایاروی
انی روکایاروی (فنلاندی: Enni Rukajärvi؛ زادهٔ ۱۳ مهٔ ۱۹۹۰) اسنوبردسوار اهل فنلاند است.
وی در مسابقات کشوری و بین‌المللی در مجموع برندهٔ ۲ مدال طلا، ۳ مدال نقره، ۳ مدال برنز شده‌است.